# کیران بچان
کیران بچان (انگلیسی: Kiran Bechan؛ زادهٔ ۱۲ سپتامبر ۱۹۸۲) بازیکن فوتبال اهل پادشاهی هلند است.
از باشگاه‌هایی که در آن بازی کرده‌است می‌توان به باشگاه فوتبال خرونینگن، باشگاه فوتبال دن بوس، باشگاه ورزشی المعیذر، باشگاه فوتبال آژاکس آمستردام، باشگاه فوتبال هرکولس، باشگاه فوتبال امن، باشگاه فوتبال اسپارتا روتردام، و باشگاه فوتبال آتیراو اشاره کرد.